# سرگی کورنیلایف
سرگی کورنیلایف (انگلیسی: Sergey Kornilayev؛ زادهٔ ۲۰ فوریهٔ ۱۹۵۵) کشتی‌گیر اهل روسیه بود.